# Syngonanthus tenuis
Syngonanthus tenuis là một loài thực vật có hoa trong họ Eriocaulaceae. Loài này được (Kunth) Ruhland miêu tả khoa học đầu tiên năm 1903.